# Robert George Victor FitzGeorge-Balfour
Sir Robert George Victor FitzGeorge-Balfour, britanski general, * 1913, † 1994.